# Veronica michauxii
Veronica michauxii är en grobladsväxtart som beskrevs av Jean-Baptiste de Lamarck. Veronica michauxii ingår i släktet veronikor, och familjen grobladsväxter. Inga underarter finns listade i Catalogue of Life.